# Camptopoeum subflavum
Camptopoeum subflavum är en biart som först beskrevs av Warncke 1987.  Camptopoeum subflavum ingår i släktet Camptopoeum och familjen grävbin. Inga underarter finns listade.